# (8795) Dudorov
(8795) Dudorov es un asteroide perteneciente al cinturón de asteroides, región del sistema solar que se encuentra entre las órbitas de Marte y Júpiter.
Fue descubierto el 1 de marzo de 1981 por Schelte John Bus  desde el Observatorio de Siding Spring, Nueva Gales del Sur, Australia.

## Designación y nombre
Designado provisionalmente como 1981 EO9, fue nombrado por Alexander Egorovich Dudorov (1946-2021) quien fue astrofísico de la Universidad Estatal de Cheliábinsk, cuya investigación incluye la teoría de la formación estelar en nubes moleculares magnetizadas. Desempeñó un papel fundamental en el estudio de campo de la explosión atmosférica de Cheliábinsk.

## Características orbitales
Dudorov está situado a una distancia media del Sol de 3,198 ua, pudiendo alejarse hasta 3,751 ua y acercarse hasta 2,646 ua. Su excentricidad es 0,173 y la inclinación orbital 10,663 grados. Emplea 2089,35 días en completar una órbita alrededor del Sol.
Los próximos acercamientos a la órbita de Júpiter ocurrirán el 22 de octubre de 2123, el 28 de octubre de 2134 y el 30 de noviembre de 2145.

## Características físicas
La magnitud absoluta de Dudorov es 12,62. Tiene 11,340 km de diámetro y su albedo se estima en 0,131.